# Wilhelm I Dobry
Wilhelm Dobry (ur. ok. 1285, zm. 7 czerwca 1337) – hrabia Holandii i Zelandii jako Wilhelm III i hrabia Hainaut jako Wilhelm I od 1304 z dynastii z Avesnes.

## Życiorys
Wilhelm był jednym z synów hrabiego Hainaut i hrabiego Holandii i Zelandii Jana (Jana II w Holandii i I w Hainaut) oraz Adelajdy, córki hrabiego Holandii Florisa IV. Jego starszy brat zginął w 1302 w bitwie pod Courtrai, dzięki czemu to Wilhelm jeszcze w ostatnich latach życia ojca przejął jego obowiązki, a w 1304 odziedziczył po nim tytuły hrabiowskie Hainaut, Holandii i Zelandii. Jeszcze przed śmiercią ojca bronił w 1304 Zelandii i Holandii przeciwko hrabiemu Flandrii Gwidonowi z Dampierre – mimo poniesionej na początku porażki zdołał go powstrzymać, a następnie przyłączył się do floty francuskiej, która odniosła nad Gwidonem decydujące zwycięstwo w bitwie pod Zierikzee.
Mimo śmierci Gwidona, trwały spory z hrabiami Flandrii. Pozycję Wilhelma umocniło znacząco zawarte w 1305 małżeństwo z bratanicą króla Francji Filipa IV Pięknego Joanną z Valois, jednak spór z hrabiami Flandrii wysuwającymi roszczenia do Zelandii trwał jeszcze przez długie lata. Został zakończony dopiero na mocy układu zawartego w Paryżu w 1323. To porozumienie pozwoliło Wilhelmowi na zerwanie bliskich więzów z Francją (dotąd wsparcie królów francuskich było niezbędne) i zbliżenie się do stronnictwa angielskiego. W 1324 wydał swoją córkę Małgorzatę za sprzymierzonego z Anglią króla Niemiec Ludwika IV Bawarskiego, z którym nawiązał bliskie stosunki już po jego wyborze w 1314. W 1327 pomógł zbrojnie królowej angielskiej Izabeli w doprowadzeniu do abdykacji jej męża Edwarda II, a wkrótce potem (w 1328) córka Wilhelma Filipa poślubiła nowego króla Anglii Edwarda III. Od tego momentu zaczął zajmować pozycję mediatora między potęgami (m.in. między papieżem a cesarzem). Miał odmówić Ludwikowi Bawarskiemu przyjęcia tytułu książęcego, jednak jego znaczenie polityczne było bardzo duże, a dwór prowadził na wzór królewski.
Powiększał też swoją domenę – jego stryj biskup Utrechtu Gwidon z Avesnes odstąpił na rzecz Wilhelma m.in. Woerden. Następcy Gwidona na tym stanowisku zawdzięczali je Wilhelmowi, co dawało mu kontrolę nad największym państwem kościelnym w regionie. Podporządkował sobie Stavoren i zapewnił sobie władzę w zachodniej Fryzji. Holandia pod jego rządami zajęła dominującą pozycję w północnych Niderlandach i zaczęła wykorzystywać walory swego położenia u ujścia Renu. Wilhelm interweniował także w sprawach ościennych księstw niderlandzkich: Geldrii (1318) i Brabancji (1328).
Okres rządów Wilhelma były dla jego domen czasem pokoju i dobrobytu, nawet mimo dużego obciążenia podatkowego w celu prowadzenia aktywnej polityki zagranicznej i utrzymania wystawnego dworu. Uważany był za przedstawiciela kultury dworskiej i rycerskiej, ale jednocześnie zapewnił wolność holenderskim miastom, które bardzo się rozwinęły w tym okresie (m.in. Rotterdam), nie dopuścił też do narzucenia zbytnich ciężarów feudalnych na chłopów w anektowanej Fryzji zachodniej. Nieubłaganie egzekwował prawo i w przypadku nadużyć wyciągał konsekwencje. Zreorganizował administrację Holandii, powołując radę, pełniącą rolę sądu najwyższego i zarządzającą krajem w czasie nieobecności hrabiego; w jej składzie znaleźli się nie tylko przedstawiciele arystokracji, ale także mieszczaństwa. W okresie rządów Wilhelma bardzo aktywnie posuwały się prace związane z osuszaniem lądów na terenie Holandii i Zelandii. Dbał także o bezpieczeństwo handlu niszcząc liczne gniazda raubritterów. Był bardzo popularny wśród swych poddanych.

## Rodzina
Żoną Wilhelma była Joanna z Valois, córka Karola Walezjusza, a zarazem wnuczka króla Francji Filiipa III Śmiałego i siostra króla Filipa VI Walezjusza. Ich dziećmi byli:
- Małgorzata (zm. 1356), żona cesarza Ludwika IV Bawarskiego,
- Jan, zmarły młodo,
- Filipa (zm. 1369), żona króla Anglii Edwarda III,
- Joanna (zm. 1374), żona księcia Jülich Wilhelma I,
- Wilhelm II/IV (zm. 1345), następca ojca jako hrabia Hainaut, Holandii i Zelandii,
- Izabela (zm. 1360), żona Roberta z Namur (dowódcy w służbie Edwarda III),
- Ludwik, zmarły młodo[2].